# Conferencia Permanente de Partidos Políticos de América Latina
La Conferencia Permanente de Partidos Políticos de América Latina y el Caribe (COPPPAL) fue creada el 12 de octubre de 1979 en Oaxaca (México) por un grupo de partidos políticos de la región de corte progresista liderado por Gustavo Carvajal Moreno, quien para entonces era el presidente del Partido Revolucionario Institucional (PRI). La Copppal es el más importante foro de partidos políticos de América Latina y el Caribe, a la fecha agrupa 72 partidos políticos progresistas de 30 países del continente. Creó una trilateral con ICAPP, organización de partidos asiático y CAP, que aglutina a los partidos africanos, conformando un conglomerado de 700 partidos políticos. Su presidente actual es el senador Alejandro Moreno Cárdenas (PRI), electo por aclamación para el periodo 2022-2026.
Su primer presidente (1979-1981) fue el mexicano Gustavo Carvajal Moreno (presidente del Comité Ejecutivo Nacional del PRI en aquel momento). Su actual presidente es el político mexicano Alejandro Moreno Cárdenas del Partido Revolucionario Institucional, electo de manera unánime por 60 partidos de 29 países del continente, el 28 de noviembre de 2019, durante la XXXVII Reunión Plenaria, celebrada en Managua, Nicaragua.
Dentro del aglutinado de partidos políticos puede también identificarse el Organismo femenino, COPPPAL Mujeres presidido por Ximena Rivillo del PPD de Chile, quien sustituyó en el cargo a Margarita Zapata, nieta del general de la Revolución Mexicana, Emiliano Zapata; previamente Xiomara Castro, actual presidenta de Honduras, ocupó el cargo. Asimismo la organización está conformada por COPPPAL Jóvenes bajo el liderazgo de Carlos Gutiérrez Mancilla (PRI), quien sustituyó en la presidencia a Sebastián Hagobián del Frente Amplio de Uruguay.
La secretaria ejecutiva es Sofía Carvajal Isunza y el secretario ejecutivo adjunto es Jorge García Córdova, desde noviembre de 2019.
Los vicepresidentes de región son: J Alberto Aguilar Iñárritu del PRI, Vicepresidente Región Norteamérica, Timoteo Zambrano del Partido Cambiemos, Vicepresidente Región Andina, Francisco Cafiero del Partido Justicialista, Vicepresidente del Cono Sur, embajador Fausto Liz del PRM, Vicepresidente de la Región Caribe y Eduardo Martell del Partido Liberal de Honduras, Vicepresidente Región Centroamérica.
La COPPPAL cuenta con un Observatorio Electoral que acompaña los procesos en América Latina y el Caribe. Alejandro Moreno Cárdenas (PRI) es el presidente y la doctora Dolores Gandulfo del Partido Justicialista de Argentina, funge como directora general. Asimismo cuenta con el Instituto de Capacitación Política "Gustavo Carvajal Moreno", coordinador por Lázaro Jiménez Aquino.
El coordinador de Comisiones es Jorge Mirabal del MAS de Venezuela y la coordinación de Admisiones está a cargo del diputado Ricardo Polanco del PRSD.

## Miembros
Los siguientes partidos políticos de la región están representados en la COPPPAL:
| Argentina                    |  |  | Frente Grande                                      | FG          | - Peronismo - Progresismo                                                                                   | Centroizquierda                 | 2/257   | 0/72   | 0/24    | Oposición      |
| Argentina                    |  |  | Partido Intransigente                              | PI          | - Socialismo democrático - Progresismo - Yrigoyenismo                                                       | Centroizquierda a izquierda     | 0/257   | 0/72   | 0/24    | Oposición      |
| Argentina                    |  |  | Partido Justicialista                              | PJ          | - Peronismo - Kirchnerismo - Peronismo Federal                                                              | Sincretismo a Centroizquierda   | 91/257  | 36/72  | 7/24    | Oposición      |
| Argentina                    |  |  | Partido Socialista                                 | PS          | - Socialdemocracia - Socialismo democrático                                                                 | Centroizquierda                 | 2/257   | 0/72   | 0/24    | Oposición      |
| Argentina                    |  |  | Unión Cívica Radical                               | UCR         | - Radicalismo - Socioliberalismo - Socialdemocracia                                                         | Centro a centroizquierda        | 35/257  | 18/72  | 5/24    | Oposición      |
| Argentina                    |  |  | Frente Transversal                                 | FT          | - Kirchnerismo - Sindicalismo                                                                               | Izquierda                       | 0/257   | 0/72   | 0/24    | Sin personería |
| Aruba                        |  |  | Movimiento Electoral del Pueblo                    | MEP         | - Socialdemocracia - Separatismo                                                                            | Centroizquierda                 | 9/21    |        |         | Gobierno       |
| Belice                       |  |  | Partido Unido del Pueblo                           | PUP         | - Democracia cristiana - Socialdemocracia - Nacionalismo                                                    | Centro a centroizquierda        | 26/31   | 6/13   | 9/21    | Gobierno       |
| Bolivia                      |  |  | Movimiento Nacionalista Revolucionario             | MNR         | - Liberalismo conservador - Nacionalismo liberal - Neoliberalismo                                           | Centroderecha a derecha         | 0/130   | 0/36   | 0/9     | Oposición      |
| Bonaire                      |  |  | Partido Demokrátiko Boneriano                      | PDB         | - Socialdemocracia - Progresismo                                                                            | Centroizquierda                 | 3/9     |        |         | Oposición      |
| Brasil                       |  |  | Partido Democrático Laborista                      | PDT         | - Socialdemocracia - Socialismo democrático - Nacionalismo de izquierda                                     | Centroizquierda a izquierda     | 17/513  | 2/81   | 0/27    | Gobierno       |
| Brasil                       |  |  | Partido de los Trabajadores                        | PT          | - Socialdemocracia - Populismo de izquierda - Lulismo                                                       | Centroizquierda a izquierda     | 67/513  | 9/81   | 4/27    | Gobierno       |
| Brasil                       |  |  | Movimiento Democrático Brasileño                   | MDB         | - Partido atrapalotodo - Liberalismo económico                                                              | Centro a centroderecha          | 42/513  | 12/81  | 3/27    | Gobierno       |
| Canadá                       |  |  | Parti québécois                                    | PQ          | - Nacionalismo quebequés - Socialdemocracia                                                                 | Centroizquierda                 | 32/338  | 0/105  | 0/13    | Oposición      |
| Chile                        |  |  | Partido Radical de Chile                           | PR          | - Radicalismo - Socioliberalismo - Socialdemocracia                                                         | Centro a centroizquierda        | 3/155   | 0/50   | 1/16    | Gobierno       |
| Chile                        |  |  | Partido Socialista de Chile                        | PS          | - Socialdemocracia - Socialismo democrático                                                                 | Centroizquierda a izquierda     | 13/155  | 7/50   | 4/16    | Gobierno       |
| Chile                        |  |  | Partido por la Democracia                          | PPD         | - Progresismo - Socialdemocracia - Tercera vía                                                              | Centroizquierda                 | 9/155   | 6/50   | 0/16    | Gobierno       |
| Colombia                     |  |  | Partido Liberal Colombiano                         | PLC         | - Socioliberalismo - Socialdemocracia - Tercera vía                                                         | Centro a centroizquierda        | 32/188  | 13/108 | 7/32    | Gobierno       |
| Colombia                     |  |  | Polo Democrático Alternativo                       | PDA         | - Socialismo democrático - Progresismo - Latinoamericanismo                                                 | Izquierda                       | 9/188   | 7/108  | 1/32    | Gobierno       |
| Costa Rica                   |  |  | Partido Liberación Nacional                        | PLN         | - Liberacionismo - Figuerismo - Tercera vía                                                                 | Centroizquierda a centroderecha | 19/57   |        | 2/7     | Oposición      |
| Cuba                         |  |  | Partido Comunista de Cuba                          | PCC         | - Comunismo - Marxismo-leninismo - Castrismo                                                                | Extrema izquierda               | 605/605 |        | 16/16   | Gobierno       |
| Ecuador                      |  |  | Izquierda Democrática                              | ID          | - Socialdemocracia - Socialismo democrático                                                                 | Centroizquierda                 | 14/137  |        | 1/24    | Oposición      |
| Ecuador                      |  |  | Partido Socialista Ecuatoriano                     | PSE         | - Socialdemocracia - Socialismo democrático                                                                 | Centroizquierda a izquierda     | 1/137   |        | 0/24    | Oposición      |
| Ecuador                      |  |  | Movimiento MOVER                                   | MOVER       | - Socialdemocracia - Progresismo - Política verde                                                           | Centroizquierda                 | 0/137   |        | 0/24    | Oposición      |
| Curazao                      |  |  | Partido MAN                                        | PCC         | - Socialdemocracia                                                                                          | Centroizquierda                 | 2/21    |        |         | Oposición      |
| Curazao                      |  |  | Frente Obrero Liberación                           | FOL         | - Socialdemocracia - Populismo                                                                              | Centroizquierda a izquierda     | 0/21    |        |         | Oposición      |
| Curazao                      |  |  | Partido Laboral Krusada Popular                    | PLKP        | - Socialdemocracia - Laborismo                                                                              | Centroizquierda                 | 0/21    |        |         | Oposición      |
| Dominica                     |  |  | Partido Laborista de Dominica                      | PLD         | - Socialdemocracia - Laborismo                                                                              | Centroizquierda                 | 19/21   |        |         | Gobierno       |
| El Salvador                  |  |  | Frente Farabundo Martí para la Liberación Nacional | FMLN        | - Socialismo del Siglo XXI - Nacionalismo de izquierda - Populismo de izquierda                             | Izquierda a extrema izquierda   | 4/84    |        | 30/262  | Oposición      |
| El Salvador                  |  |  | Cambio Democrático                                 | CD          | - Socialdemocracia - Izquierda cristiana - Progresismo                                                      | Centroizquierda                 | 0/84    |        | 0/262   | Gobierno       |
| Guatemala                    |  |  | Unidad Nacional de la Esperanza                    | UNE         | - Socialdemocracia - Conservadurismo social - Izquierda cristiana                                           | Centroizquierda                 | 40/160  |        | 108/340 | Oposición      |
| Guatemala                    |  |  | Unidad Revolucionaria Nacional Guatemalteca        | URNG - MAIZ | - Socialismo del siglo XXI - Nacionalismo de izquierda - Indigenismo                                        | Izquierda a extrema izquierda   | 3/160   |        | 5/340   | Gobierno       |
| Haití                        |  |  | Fusión de los Socialdemócratas Haitianos           | FSH         | - Socialdemocracia - Tercera vía                                                                            | Centroizquierda                 | 3/160   | 0/30   | 0/10    | Oposición      |
| Haití                        |  |  | Organización del Pueblo en Lucha                   | OPL         | - Socialdemocracia                                                                                          | Centroizquierda                 | 9/160   | 1/30   | 0/10    | Oposición      |
| Honduras                     |  |  | Partido Liberal de Honduras                        | PLH         | - Socioliberalismo - Conservadurismo social - Socialdemocracia                                              | Centroizquierda a centroderecha | 22/128  |        | 90/298  | Oposición      |
| Honduras                     |  |  | Libertad y Refundación                             | LIBRE       | - Socialismo democrático - Socialismo del siglo XXI - Populismo de izquierda                                | Izquierda                       | 50/128  |        | 50/298  | Gobierno       |
| Jamaica                      |  |  | Partido Nacional del Pueblo                        | PNP         | - Socialdemocracia - Socialismo democrático - Republicanismo                                                | Centroizquierda                 | 14/63   | 8/21   | 96/227  | Oposición      |
| México                       |  |  | Partido Revolucionario Institucional               | PRI         | - Centralismo - Corporativismo - Tecnocracia - Neoliberalismo                                               | Centro a centroderecha          | 69/500  | 13/128 | 3/32    | Oposición      |
| México                       |  |  | Partido del Trabajo                                | PT          | - Socialismo del Siglo XXI - Nacionalismo de izquierda - Laborismo                                          | Izquierda                       | 33/500  | 6/128  | 0/32    | Gobierno       |
| México                       |  |  | Partido de la Revolución Democrática               | PRD         | - Socialdemocracia - Socialismo democrático - Federalismo                                                   | Centroizquierda a izquierda     | 16/500  | 3/128  | 0/32    | Oposición      |
| México                       |  |  | Movimiento Ciudadano                               | MC          | - Socialdemocracia - Progresismo - Democracia participativa                                                 | Centroizquierda                 | 27/500  | 12/128 | 2/32    | Oposición      |
| Panamá                       |  |  | Partido Revolucionario Democrático                 | PRD         | - Socialdemocracia - Tercera vía - Populismo                                                                | Centro a centroizquierda        | 35/71   |        | 316/679 | Gobierno       |
| Paraguay                     |  |  | Frente Guasu                                       | FG          | - Socialismo democrático - Progresismo - Marxismo                                                           | Centroizquierda a izquierda     | 1/80    | 1/45   | 0/17    | Oposición      |
| Paraguay                     |  |  | Partido País Solidario                             | PPS         | - Socialismo democrático - Socialdemocracia - Progresismo                                                   | Centroizquierda a izquierda     | 0/80    | 1/45   | 0/17    | Oposición      |
| Perú                         |  |  | Partido Aprista Peruano                            | PAP         | - Conservadurismo social - Neoliberalismo - Anticomunismo - Socialdemocracia - Aprismo - Latinoamericanismo | Centroizquierda a Derecha       | 0/130   |        | 0/25    | Oposición      |
| Perú                         |  |  | Partido Humanista Peruano                          | PHP         | - Humanismo - Reformismo - Gradualismo                                                                      | Centro                          | 0/130   |        | 0/25    | Oposición      |
| Puerto Rico                  |  |  | Partido Independentista Puertorriqueño             | PIP         | - Socialdemocracia - Socialismo democrático - Independentismo puertorriqueño                                | Centroizquierda a izquierda     | 1/51    | 1/27   | 0/78    | Oposición      |
| República Dominicana         |  |  | Partido Revolucionario Dominicano                  | PRD         | - Populismo - Tercera vía                                                                                   | Centro                          | 4/190   | 0/32   | 3/158   | Oposición      |
| República Dominicana         |  |  | Partido de la Liberación Dominicana                | PLD         | - Socialdemocracia - Socioliberalismo - Tercera vía                                                         | Centro a centroizquierda        | 62/190  | 3/32   | 65/158  | Oposición      |
| República Dominicana         |  |  | Partido Revolucionario Social Demócrata            | PRSD        | - Socialdemocracia                                                                                          | Centroizquierda                 | 1/190   | 0/32   | 0/158   | Gobierno       |
| República Dominicana         |  |  | Bloque Institucional Social Demócrata              | BISD        | - Socialdemocracia - Socialismo democrático - Nacionalismo de izquierda - Populismo de izquierda            | Centroizquierda a izquierda     | 1/190   | 0/32   | 0/158   | Gobierno       |
| República Dominicana         |  |  | Fuerza del Pueblo                                  | FP          | - Duartismo - Socialismo democrático - Progresismo                                                          | Izquierda                       | 13/190  | 9/32   | 27/158  | Oposición      |
| República Dominicana         |  |  | Partido Revolucionario Moderno                     | PRM         | - Socialdemocracia - Socioliberalismo - Reformismo                                                          | Centro a centroizquierda        | 97/190  | 19/32  | 81/158  | Gobierno       |
| Santa Lucía                  |  |  | Partido Laborista de Santa Lucía                   | SLP         | - Socialdemocracia                                                                                          | Centroizquierda                 | 13/17   | 6/11   |         | Gobierno       |
| San Vicente y las Granadinas |  |  | Partido de la Unidad Laborista                     | ULP         | - Socialismo democrático - Socialismo del Siglo XXI - Nacionalismo de izquierda - Republicanismo            | Izquierda                       | 9/15    |        |         | Gobierno       |
| Surinam                      |  |  | Partido de la Reforma Progresista                  | VHP         | - Socialdemocracia - Tercera vía - Nacionalismo cívico - Reformismo                                         | Centro a centroizquierda        | 20/51   |        |         | Gobierno       |
| Uruguay                      |  |  | Frente Amplio                                      | FA          | - Socialismo democrático - Socialdemocracia - Progresismo - Marxismo                                        | Centroizquierda a izquierda     | 42/99   | 13/30  | 3/19    | Gobierno       |
| Uruguay                      |  |  | Partido Colorado                                   | PC          | - Batllismo - Liberalismo - Republicanismo                                                                  | Centro a centroderecha          | 13/99   | 4/30   | 1/19    | Oposición      |
| Uruguay                      |  |  | Partido Nacional                                   | PN          | - Liberalismo conservador - Democracia cristiana - Nacionalismo liberal                                     | Centroderecha                   | 31/99   | 10/30  | 15/19   | Oposición      |
| Venezuela                    |  |  | Movimiento al Socialismo                           | MAS         | - Socialismo democrático - Socialismo de mercado - Antichavismo                                             | Centroizquierda a izquierda     | 0/277   |        | 0/23    | Oposición      |
| Venezuela                    |  |  | Partido Socialista Unido de Venezuela              | PSUV        | - Chavismo - Socialismo del siglo XXI - Bolivarianismo - Populismo de izquierda                             | Izquierda a extrema izquierda   | 222/277 |        | 19/23   | Gobierno       |
| Venezuela                    |  |  | Por la Democracia Social                           | PODEMOS     | - Socialdemocracia - Socialismo democrático - Chavismo                                                      | Centroizquierda a izquierda     | 4/277   |        | 0/23    | Gobierno       |
| Venezuela                    |  |  | Acción Democrática                                 | AD          | - Socialdemocracia - Nacionalismo de izquierda - Progresismo                                                | Centroizquierda                 | 8/277   |        | 1/23    | Oposición      |
| Venezuela                    |  |  | Cambiemos Movimiento Ciudadano                     | CMC         | - Progresismo - Pluralismo                                                                                  | Centroizquierda                 | 1/277   |        | 0/23    | Oposición      |